# イオンスーパーセンター石巻東店
イオンスーパーセンター石巻東店（イオンスーパーセンターいしのまきひがしてん）は、宮城県石巻市にあるイオン東北株式会社が運営・管理するスーパーセンター。2002年に閉園した遊園地、ベイパーク石巻の跡地を拡張して建設された。

## 概要
イオンスーパーセンター石巻東店と専門店をワンフロアに配置した本棟と、バーミヤンとカルビ亭の2店舗からなる別棟で構成される。鉄骨平屋建てで、店舗前には1,331台分の大型駐車場を設けている。
なお、イオンスーパーセンター石巻東店はイオングループのサンデーが初めてイオンスーパーセンターにコンセッショナリーで参画した（ホームセンター部門の運営）店舗である。
イオンスーパーセンターの直営売場は当初24時間営業を行っていたが、2006年10月に営業時間が短縮され現在は8:00から22:00の営業となっている。

## 沿革
- 2005年（平成17年）
  - 7月26日 - ソフトオープン。
  - 7月29日 - グランドオープン。
- 2010年（平成22年）2月28日 - チリ沖地震の影響で三陸沖に大津波警報が発表され、店舗を含む地区一帯に避難指示勧告が出されたため昼より臨時休業となった。被害は無く、翌日から通常営業に戻った。
- 2011年（平成23年）
  - 3月11日 - 東日本大震災により営業中止。
  - 3月31日 - 営業再開。
- 2025年（令和7年）3月1日 - イオン東北株式会社によるイオンスーパーセンター株式会社の吸収合併に伴い、イオン東北株式会社に移管。

## フロアとテナント

### フロア概要
イオンスーパーセンター石巻東店と12の専門店で構成される。
| 階  | フロア概要         |
| --- | ------------------ |
| 1階 | 直営売場・専門店街 |

### 主なテナント
フード
- 不二家（洋菓子）
- パン工場（ベーカリー）

ファッション・グッズ
- ハニーズ（レディス）
- ダイソー（100円ショップ）
- おかべ本屋さん（書籍）

サービス・エンターテイメント
- ビューティーアップ（美容院）
- モーリーファンタジー（ゲームセンター）

※テナント情報は2023年9月時点
出店テナント全店の一覧詳細情報や、営業時間およびATMを設置している金融機関の詳細は公式サイトを参照。

## アクセス

### 鉄道
- 万石浦駅（JR東日本・石巻線）から徒歩で約10分

### 自動車
- 三陸縦貫自動車道 - 石巻女川ICより約14分、石巻河南ICより約18分

## 周辺
- 石巻市立万石浦中学校